# TD Place Stadium
O TD Place Stadium é um estádio localizado em Ottawa, no Canadá, foi inaugurado em 1908 apesar já de existirem jogos no local desde 1870, tem capacidade para 24.000 espectadores, é a casa do time Ottawa Redblacks da Canadian Football League.